# Lord of the Flies (альбом)
Lord of the Flies (англ. «Повелитель мух») — четвёртый студийный альбом британской готической группы Nosferatu, вышедший в 1997 году в Европе и в феврале 1998 года в США.

## Название
Название альбома отсылает к сделавшему словосочетание актуальным в европейской культуре начиная с середины XX века одноимённому роману лауреата Нобелевской премии по литературе Уильяма Голдинга «Повелитель мух» о группе подростков, ставших на необитаемом острове во время войны чрезвычайно жестокими по отношению друг к другу. Подобно дикарям, они создают себе идола из мертвой свиной головы, называя её Повелителем мух, что является переводом имени демона Вельзевула.

## Об альбоме
Во время работы над диском состав коллектива в очередной раз изменился — его покинул бас-гитарист Данте Саварелли, уставший от постоянных конфликтов с Дэмьеном Де Виллем и Домиником Лавеем, поэтому партию бас-гитары на альбоме исполнил продюсер и бывший участник группы Alien Sex Fiend Саймон Мильтон. Кроме того, для создания Lord of the Flies музыканты привлекли к сотрудничеству известного ударника Рэта Скэбиса из The Damned.

## Стиль, тематика, отзывы критиков
Музыкальный критик Алекс Хендерсон посчитал альбом достаточно типичным для группы и дал ему сдержанно-положительную оценку. По его мнению, представленные на диске песни несут явный отпечаток влияния творчества Bauhaus, несколько мрачны, но при этом энергичны; в своей рецензии Хендерсон заявил, что Lord of the Flies нельзя назвать оригинальным, однако он всё же достаточно «солидно» звучит.
Майкл Вентарола из Legends Magazine оценил альбом достаточно высоко, отметив, что по звучанию он заметно тяжелее предыдущих работ коллектива, и охарактеризовав представленные на нём композиции как «готик-рок с тяжёлыми ударными и умело написанными, жуткими текстами». Главным недостатком диска он назвал слишком громкие гитарные партии, под которыми порой оказывается «погребён» вокал.
В отношении тематики текстов группа осталась верна себе: на альбоме представлены «мрачные» и отчасти «провокационные» песни, повествующие преимущественно о нюансах человеческих взаимоотношений и решённые в романтическом ключе.

## Список композиций
Тексты: Доминик Лавей (кроме песни «Ascension»), Доминик Лавей и Дэмьен Де Вилль («Ascension»). Музыка: Доминик Лавей и Дэмьен Де Вилль, кроме песни «Torturous» (Доминик Лавей, Дэмьен Де Вилль, Данте Саварелли).
1. «Torturous» — 4:35
2. «Ascension» — 5:18
3. «The Tempest» — 2:55
4. «Witching Hour» — 6:24
5. «The Gauntlet» — 4:27
6. «Six Feet Below» — 4:08
7. «Darkness Brings» — 7:12
8. «Lord of the Flies» — 5:38

## Участники записи
- Доминик Лавей — вокал
- Дэмьен Де Вилль — электрогитара
- Рэт Скэбис — ударные в песнях «Torturous», «Ascension», «Witching Hour»
- Саймон «Док» Мильтон — бас-гитара, продюсирование